# 呉市立呉高等学校
呉市立呉高等学校（くれしりつくれこうとうがっこう）は、広島県呉市に所在する市立高等学校。
呉市唯一の市立高校であり、呉・賀茂学区で唯一の総合学科を持つ高校である。

## 概要
歴史
1959年、広島県呉豊栄高等学校として、当時全国でも数少ない家庭科専門校として呉市が設立。1998年、4年生大学への進学、男子生徒の入学促進、多様な分野への進路選択などに応えるため、幅広く柔軟な教育システムの「総合学科」を設置。校名を呉市立呉高等学校に改称。
設置課程・学科
全日制課程・総合学科 - 6系列（人文科学、自然科学、生活科学、芸術、情報・商業、健康体育）
校訓
「自立・自尊・貢献」
スローガン
「高き夢をいだけ、そして君が夢みた君になれ」
校章
全体の輪郭は、呉市章と同様に九つの嶺を表しており、外側の「緑」は学校の歴史を、内側の「青」はスクールカラーを表している。それらを重ねることにより、市立呉高校の更なる充実・発展を期している。中央には大きく「呉」の文字と、その下に赤く「ICHIRITSU」をアクセントとして配している。また、内側のブルーの部分は「呉」の文字を形どってデザインされている。「呉」の字体は明朝体。
校歌
作詞は中原秀雪、作曲は住吉修三による。歌詞は3番まであり、各番に校名の「市立呉」が登場する。
同窓会
「楊柳（ようりゅう）同窓会」と称し、前身の呉豊栄高校と市立呉高校の同窓会として活動している。

## 沿革
- 1959年（昭和34年）4月1日 - 家庭科専門校（女子高）の「広島県呉豊栄（ほうえい）高等学校」として開校。被服科・食物科を設置。
- 1962年（昭和37年）4月1日 - 専攻科を設置。
- 1968年（昭和43年）4月1日 - 家政科を設置。
- 1971年（昭和46年）7月1日 - 専攻科を廃止。
- 1989年（平成元年）4月7日 - 家政・被服・食物の3学科を改編の上、生活経営科・生活情報科・服飾造形科・食文化科の4学科を設置。
- 1998年（平成10年）4月1日 - 「呉市立呉高等学校」（現校名）に改称。総合学科を設置し男女共学化。
- 2000年（平成12年）3月31日 - 生活経営科・生活情報科・服飾造形科・食文化科を廃止。
- 2009年（平成21年）4月1日 - 創立50周年。

## 部活動
運動部
- 硬式野球部

2007年に、尾道商業、賀茂高校を硬式野球の強豪高に育て、山内泰幸、舩木聖士らをプロ野球に輩出した中村信彦監督（保健体育科教諭）が賀茂高校から異動し創部。
2015年夏は県大会決勝まで進出したが、のちの日本ハムドラフト1位・堀瑞輝を擁する広島新庄に1-3で敗退。
2016年秋に中国大会で準優勝し、翌2017年センバツに創部以来初の出場を果たした。開会式直後の第1試合で至学館を相手に9回に同点に追いつき延長12回の末に甲子園初勝利を挙げたが、2回戦で大会準優勝の履正社に0-1で敗退。
2018年秋は中国大会準決勝で米子東に延長13回タイブレークで惜敗。優勝した広陵のセンバツ出場が確実なため地域性から呉の選出は微妙だったが、粘り強い戦いが評価され2年ぶり2度目のセンバツ出場を果たした。2019年センバツの組み合わせ抽選会で初出場時と同じく開幕戦を引き当て、市和歌山と対戦し、延長11回の末2‐3で敗退。
- 弓道部
- バレーボール部
- バスケットボール部
- 陸上競技部
- 水泳部
- ソフトテニス部
- ヨット部
- ソフトボール部
- 卓球部
- サッカー部
- バドミントン部

文化部
- 演劇部
- 吹奏楽部
- パソコン部
- 箏曲部
- 美術部
- 書道部
- 放送部
- 茶道部
- 古典研究部　（現在は競技かるた部）
- 被服研究部
- 食物研究部
- 保育研究部
- 英語部
- 手話部
- 科学部

## 著名な教職員・関係者
- 中村信彦（硬式野球部元監督、保健体育科教諭）